# 東海病院
東海病院（とうかいびょういん）は、愛知県名古屋市千種区千代田橋一丁目にある国家公務員共済組合連合会運営の病院である。

## 沿革
- 1954年（昭和29年）6月1日 - 結核対策を主たる目的とし設立[2]。
- 1988年（昭和63年）4月 - 結核病棟を全廃し一般病院となる。
- 1999年（平成11年）11月 - 訪問看護ステーション「ちよだ」を開設。
- 2000年（平成12年）
  - 3月 - 指定居宅介護支援事業所「ちよだ」を開設。
  - 8月 - 介護老人保健施設「ちよだ」を開設。
- 2017年（平成29年）6月 - 許可病床数を166床に減床。

## 診療科
- 内科
  - 呼吸器内科
  - 消化器内科
  - 循環器内科
- 外科
  - 消化器外科
  - 血管外科
- 整形外科
  - 手の外科
  - 関節外科
- 脳神経外科
- 泌尿器科
- 眼科
- 薬剤科
- 放射線科
- リハビリテーション科

## 交通アクセス
名古屋市営バス
- 栄バスターミナルから市バス基幹2号系統「汁谷」バス停下車、徒歩で約1分。
- 池下駅から茶屋12号系統「東海病院前」バス停下車、徒歩で約1分。

名鉄バス
- 名鉄バスセンターから基幹バス本地ヶ原線「汁谷」バス停下車、徒歩で約1分。

※ 以上の基幹バスは共通乗車が可能である。
名古屋市営地下鉄
- 名城線「茶屋ヶ坂駅」下車、東へ徒歩で約3分。